# It's Alive (The Ozark Mountain Daredevils)
It's Alive è un doppio album live del gruppo musicale The Ozark Mountain Daredevils, pubblicato dalla A&M Records nel 1978. Il disco fu registrato dal vivo durante alcuni tour effettuati dal gruppo nell'aprile del 1978 in Missouri ed in Kansas (Stati Uniti).

## Tracce
Lato A
1. Walkin' Down the Road – 3:00 (John Dillon)
2. Black Sky – 2:56 (Steve Cash)
3. You Know Like I Know – 4:10 (Larry Lee)
4. River to the Sun – 3:49 (Steve Cash, John Dillon)

Lato B
1. A Satisfied Mind – 4:13 (Red Hayes, Jack Rhodes)
2. Fly Away Home – 2:46 (John Dillon)
3. Horse Trader – 3:55 (Steve Canaday)
4. Followin' the Way I Feel – 3:33 (Larry Lee)

Lato C
1. Chicken Train – 3:01 (Steve Cash)
2. Ooh Boys (It's Hot) – 3:46 (Mike Granda)
3. Homemade Wine – 2:29 (Larry Lee)
4. Commercial Success – 3:21 (Steve Cash)

Lato D
1. Jackie Blue – 4:17 (Larry Lee, Steve Cash)
2. Noah – 3:41 (John Dillon)
3. If You Wanna Get to Heaven – 3:49 (Steve Cash, John Dillon)
4. It's All Over Now – 3:28 (Bobby Womack, Shirley Womack)

## Musicisti
- John Dillon - chitarre, pianoforte, fiddle, sega musicale (mouthbow), voce
- Rune Walle - chitarre, banjo
- Steve Cash - armonica, percussioni, voce
- Mike Granda (Supe du Jour) - chitarra, basso, voce
- Steve Canaday - chitarra, batteria, basso, voce
- Ruell Chappell - tastiere, voce
- Jerry Mills - mandolino
- Larry Lee - batteria, pianoforte, chitarre, voce[3][4][5]